# فن فيتنامي

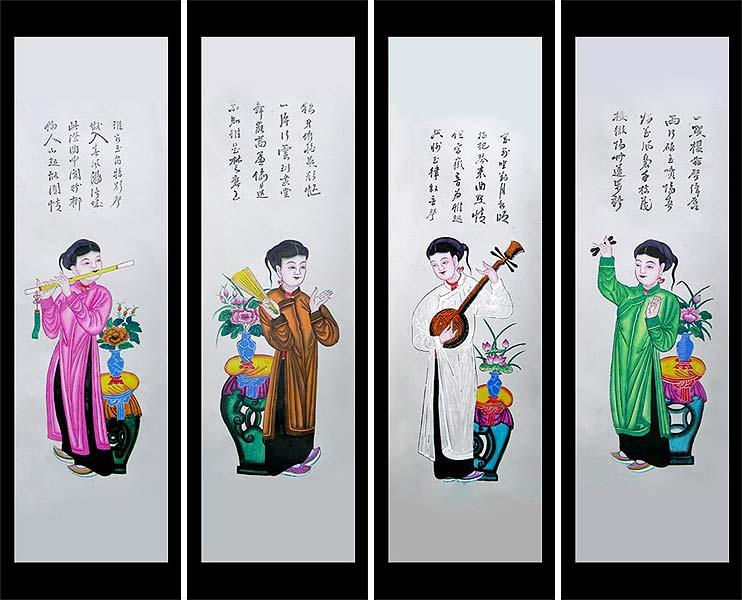

الفن الفيتنامي هو فن مرئي، سواء كان قديمًا أو حديثًا، نشأ في فيتنام ويمارسه فنانون فيتناميون. للفن الفيتنامي تاريخ طويل وغني يعود إلى العصر الحجري، نحو 8000 سنة قبل الميلاد.
مع ألفية الهيمنة الصينية التي بدأت في القرن الثاني قبل الميلاد، استفاد الفن الفيتنامي بلا شك من العديد من التأثيرات الصينية، التي استمرت حتى بعد الاستقلال عن الصين في القرن العاشر الميلادي. ومع ذلك، احتفظ الفن الفيتنامي دائمًا بالعديد من الخصائص الفيتنامية المميزة.
بحلول القرن التاسع عشر، ترسخ تأثير الفن الفرنسي في فيتنام وأثر بشدة في ولادة الفن الفيتنامي الحديث.

## الفن التقليدي

### فن العصر الحجري الحديث
عُثر على فخار يعود إلى العصر الحجري (8000 قبل الميلاد) في باك سون في فيتنام. كان هذا الفخار مصنوعًا من الصلصال وكان في بداياته بسيطًا للغاية ويفتقر إلى اللمسة الفنية. مع الانتقال إلى العصر الحجري الحديث، أخذ الفخار والسيراميك الفيتنامي يتطور سريعًا بإظهار علامات الديكور.

### فن العصر البرونزي
كانت ثقافة دونج سون المتطورة للغاية التي ازدهرت في شمال فيتنام (منذ نحو 1000 سنة قبل الميلاد إلى القرن الرابع قبل الميلاد) هي الحضارة المسؤولة عن طبول دونج سون المشهورة عالميًا، التي هي نتاج لمهاراتهم المتقدمة في صب البرونز.
تعطينا هذه الطبول لمحة مهمة عن الحياة الفيتنامية المبكرة. زُينَت تلك الطبول بأنماط هندسية متقنة، وأهم من ذلك، صورت مشاهد الحياة اليومية مثل الزراعة والمحاربين الذين يرتدون أغطية رأس مزينة بالريش وبناء السفن والموسيقيين، إلخ.
تظهر الأدلة الأثرية من هذه الفترة أيضًا أن الناس في المنطقة كانوا ينسجون القماش منذ فترة طويلة. تُظهر العديد من صور الأشخاص على الطبول أنهم يرتدون ملابس مفصلة.

### الهيمنة الصينية من 111 قبل الميلاد إلى 939 ميلادي
خلال عشرة قرون من الحكم الصيني، بدأ الفيتناميون تطبيق التقنيات الصينية المكتسبة حديثًا في الفن وتحديدًا الخزف، بالتزامن مع الإنتاج المستمر للفن القائم على الأساليب الأصلية، وقد ثبت ذلك بعد استكشاف المقابر الصينية في المنطقة.

### من نجو إلى سلالة تران
ازدهر الفن والسيراميك الفيتنامي خلال هذه الفترة من الاستقلال (نحو القرن العاشر إلى القرن الخامس عشر). كان يُعتقد أن الخزف في هذه الفترة قد تأثر إلى حد كبير بالأنماط المحلية القديمة وفن تانغ وفن سلالة سونغ، ويتضمن ذلك تطبيق مفهوم الألوان الثلاثة على السيراميك. كان للفلسفات المتأثرة بالصين مثل الكونفوشيوسية والبوذية الماهايانية والطاوية التي تبناها الفيتناميون تأثير دائم في الفن الفيتنامي. يدعي البعض أيضًا أنه يمكن العثور على آثار محدودة لتأثيرات شام.
يُنظر إلى سلالة لي، التي بدأت في القرن الحادي عشر تحديدًا، أنها العصر الذهبي للفن الفيتنامي، وأصبح خزفها مشهورًا في شرق وجنوب شرق آسيا. وشهدت هذه السلالة أيضًا بناء العديد من الهياكل التاريخية في فيتنام، متضمنةً معبد الأدب والمعبد ذي العمود الواحد ومعبد كوين لام. شهدت سلالة تران التي تبعتها مباشرة في القرن الثالث عشر نهجًا فنيًا أهدأ. 

### الهيمنة الصينية الرابعة وسلالة لي
استمرت الهيمنة الصينية الرابعة على فيتنام فترةً قصيرة واستمرت نحو عقدين فقط، ومع ذلك كان يُنظر إليها أنها الأكثر هيمنةً. حُرقت العديد من الكتب الفيتنامية الكلاسيكية إن لم يكن معظمها، وفُقدت العديد من وثائق عصر الاستقلال. يقال إنه نُفذت عملية أكثر تطرفًا من أي وقت مضى وأُزيل عدد لا يحصى من الموارد والسلع الفيتنامية ونُقلت إلى الصين.
نتيجةً لذلك، تأثر الكثير من الفن في هذه الفترة كثيرًا بفن سلالة مينغ حتى بعد التحرير على يد سلالة لي.

#### سلالة نجوين
شهدت سلالة نجوين، وهي آخر سلالة حاكمة في فيتنام، اهتمامًا متجددًا بالخزف والفن الخزفي. واستوردت القصور الإمبراطورية في آسيا الخزف الفيتنامي.
رغم تطور الفنون المسرحية (مثل موسيقى البلاط الإمبراطوري والرقص) خلال عهد نجوين، يرى البعض أن مجالات الفنون الأخرى بدأت بالتراجع في أواخر عهد سلالة نجوين.

## الفن الحديث
يتضمن الفن الحديث في فيتنام الأعمال الفنية التي جُسدت خلال الفترة الاستعمارية بين ستينيات القرن التاسع عشر وسبعينيات القرن الماضي، يُعزى هذا الأمر بدرجة كبير إلى تأسيس (المدرسة الثانوية العليا للفنون الجميلة في الهند الصينية) في أكتوبر 1925. قبل 1925، كانت اللوحات والمنحوتات تُصنع أساسًا لأغراض دينية وبطريقة زخرفية، مثل الأثاث المطلي والخزف المُستخدم والبورسلين، التي تخضع لطلبات واستخدام المعابد المحلية.
حدث تحول لافت للنظر بعد تأسيس مدرسة الهند الصينية للفنون الجميلة (EBAI)، مع ملاحظة التغيير التدريجي في الإدراك الحسي للفن وبدء التعرف على الفن من أجل الاغراض الفنية. جرب الفنانون الفيتناميون طرقًا جديدة للرؤية والاستفادة من أفكار معلمين فرنسيين مهمين، ومثّل ذلك انتقالًا ثقافيًا وحداثةً.

### الفترة الاستعمارية (1925-1945)
أسس مدرسة الفنون الجميلة الرسام الأكاديمي ورسام الطبيعة الفرنسي فيكتور تارديو. مع إرسال لجنة تقرير إلى الحكومة العامة في الهند الصينية، أوصى فيكتور تارديو بإنشاء مدرسة الفنون الجميلة في الهند الصينية لتدريب الفنانين الحقيقيين. على عكس المدرسة المهنية في هانوي، ومدرسة الفنون الكمبودية والمدارس الثلاث الأخرى التي أقيمت في كوتشينشينا بين عامي 1902 و1913، إذ كانت مدارس مهنية لتدريب الحرفيين. كانت فكرة تارديو هي تكييف المناهج الحالية المستخدمة في مدرسة الفنون الجميلة في باريس بتضمين تاريخ الفن دورةً فنية مثل الرسم الزيتي والمنظور لتدريب الطالب ليكون فنانًا حقيقيًا. كان يخطط لمساعدة الفنان الفيتنامي على التواصل مرة أخرى مع المعنى العميق والإلهام الأساسي لتقاليدهم.
كانت منشورات نجاي ناي (في الوقت الحاضر) وفونج هو (الأعراف) التي ارتبطت بتو لوك فان دوان (رابطة الاعتماد على الذات)، ملتزمة بتحديث الثقافة الفيتنامية، بالتقييم الحاسم لكل من تقاليد فيتنام والحداثة الغربية. كان الطلاب في مدرسة الهند الصينية للفنون الجميلة يكتبون مقالات في المجلات الأسبوعية ويوضحون الرسوم المتحركة ومعلومات المعرض. كانت الرسوم الكرتونية المنمقة في الواقع حديثة للغاية وتصور رسائل بسيطة.

#### الرسم الزيتي
باتباع وثيق لمنهج مدرسة الفنون الجميلة في باريس، قُدم الرسم الزيتي لأول مرة للطلاب وسيلةً جديدة تمامًا. مع أنه فن غربي في هذه الحالة، ربما كان لو فان مين (1873-1943) الذي عاد إلى هانوي عام 1895، أول المقدمين للرسم الزيتي في المدرسة الوطنية العليا للفنون الجميلة في باريس، فلا يوجد سجل يظهر أنه قد علم ودرب حرفيين في بين هوا أو جيا دين على هذه الوسيلة الغربية. كانت هذه الوسيلة غير معروفة تمامًا للطلاب ولجوزيف أنغويمبيرتي أيضًا، وكان من الصعب عليهم استيعاب تقنيات الرسم الزيتي. تمكن الفنان تو نجوك فان من الجمع بين التقنيات الجمالية الغربية مثل المنظور الخطي وتقليد الطبيعة والنمذجة وبين تقاليده الشرقية الخاصة بواسطة الرسم الزيتي. من خلال أسلوب الواقع الشعري، تضع أعماله المُثُل الأنثوية في منظور خطي في مساحة مغلقة، مجاورة لمنطقة ملونة مسطحة، تحاكي أعماله مع صورة مثالية الميول.

#### في الهواء الطلق
وبالمثل، كان (في الهواء الطلق) تطبيقًا رئيسيًا آخر موضوعًا في منهج مدرسة الهند الصينية للفنون الجميلة. يُرسل الطلاب إلى الخارج في رحلات ميدانية لتطوير حسهم الفني برسم البيئة. تقول مؤرخة الفن نورا تايلور: 
«وضع حامله تحت شجرة بجانب حقل أرز، وخلع قميصه وشرع في رسم المزارعين الذين يزرعون شتلات الأرز. ولا داعي للقول بأنه نال عددًا من الضحكات والنظرات المحرجة من الناس. لا أحد يخلع قميصه في الأماكن العامة، ولا حتى المزارعين في الحقول. لكن فعلها الفرنسيون وكذلك تو نجوك فان».
في هذا المثال الذي اقتبسته تايلور، تجادل بأن الميل للمثالية الذي نراه في لوحة تو نجا فان يعكس الابتعاد والانفصال عن الموضوع، نتيجةً لمحاولة الفنانين محاكاة مدرسيهم الفرنسيين في كل ما يفعلونه.
بخلاف طريقة الزيت الغربي وفي الهواء الطلق، شجع فيكتور تارديو وخليفته جوزيف إمجيمبرتي الاستيعاب الكبير والتكيف مع الثقافة المحلية.

#### الرسم بالورنيش
كان جوزيف إمجيمبرتي مفتونًا بالقطع الثقافية المطلية والتركيبات المعمارية بعد زيارة معبد الأدب في هانوي. شجع طلابه على البدء في استخدام الورنيش وسيطًا للفنون الجميلة، وأقام ورش عمل في مدرسة الهند الصينية للفنون الجميلة مع الحرفيين القدامى كونه يؤدي دور النهضة في الرسم بالورنيش.

قال فيكتور تارديو: 
«العودة إلى الماضي لن تكون فعالة إلا إذا استُخدمت نقطة انطلاق لأبحاث جديدة، لتطور يتماشى مع العصور المعاصرة. باختصار، فإن السؤال هو أن تتطور بوصفها أشياء معاصرة ضمن نطاق واسع من التقاليد».
يستغرق عمل الطلاء بالورنيش عدة أشهر باستخدام الراتنج من شجرة سون المأخوذة من مزرعة في منطقة سون ماي، وتوضع طبقات عديدة للحصول على اللون والتأثيرات المطلوبة. نجوين جيا تري هو أشهر الفنانين الذين برعوا في هذا الأسلوب. رغم أن فنانين آخرين حاولوا الطلاء بالورنيش، يُعد إنجاز نجوين جيا تري في طلاء الورنيش رائعًا، لبحثه عن الأصباغ واستكشاف ألوان الورنيش الجديدة. كان هدف نجوين جيا تري الحصول على نفس مستوى الرسم كما هو الحال مع الزيت فيما يتعلق بالمنظور والنمذجة والتنوع اللا نهائي للألوان.

### الرسم على الحرير
كما هو الحال مع الطلاء بالورنيش، شُجع اكتشاف الرسم الحريري كثيرًا في المدرسة. لوحظ وجود نقلة ثقافية في الرسم الحريري الفيتنامي تختلف عن الممارسة المماثلة للرسم على الحرير في الصين واليابان، إذ مزج نغوين فان تشان مبدأ التكوين الغربي مع التقاليد الشرقية مثل الخط والرسم بالفرشاة.
استقبل معرض باريس الدولي الاستعماري سنة 1931 عمل نجوين فان تشان بعنوان الأطفال الذين يلعبون لعبة المربعات، وقد أسس هذا الاعتراف أسلوب التعبير الفيتنامي الحديث.
بين سنتي 1930 و1936، تخرج نغوين فان تشان ولي فو وماي ترانغ ثو ونغوين جيا تراي من مدرسة الهند الصينية للفنون الجميلة. توفي فيكتور تارديو عام 1937، وتولى منصبه إيفاريست جونشيره. بدأ نجوك فان التدريس في مدرسة الهند الصينية للفنون الجميلة سنة 1937. لم يتمكن الفنانون مثل بوي خوان فاي ونغوين تو نغويم الذين دخلوا مدرسة الهند الصينية للفنون الجميلة سنة 1941 من إكمال البرنامج الكامل لمدة خمس سنوات بسبب ثورة 1945.
أدى تفجير هانوي إلى تدمير جزء من قسم الرسم في مدرسة الهند الصينية للفنون الجميلة عام 1943 ما أدى إلى نقل قسم النحت إلى سون تاي ونُقل قسم العمارة والنحت إلى دالات، في حين انتقلت الفنون التطبيقية إلى فو لي.